# Francis Ellershausen
Francis Ellershausen (1820-?) est un industriel germano-américain du XIXe siècle.

## Biographie
D'origine allemande, Francis Ellershausen est né en Saxe, en 1820, et fait partie des personnes attirées par la ruée vers l'or de Nouvelle-Écosse dans les années 1860, dans la province de la Nouvelle-Écosse, au Canada, où il arrive en 1862. En 1864, il abandonné la ruée vers l'or de Nouvelle-Écosse pour bâtir un moulin à papier le long de la Rivière St. Croix (Nouvelle-Écosse). Il acquiert aussi une expérience auprès des usines de Lowel, à Lowell (Massachusetts), le long des chutes du Merrimack (Massachusetts).
Avec Gerhard Lomer, autre Allemand naturalisé américain, il repart en Europe, en Suisse, puis en France, où ils visitent en 1869 le site du confluent du Rhône avec le torrent Valserine. En voyant le puissant fleuve disparaissant temporairement sous le rocher, ils réalisent toute l’énergie potentielle à capter. Les deux promoteurs obtiennent à Londres un capital de 300 000 livres (7,5 millions de francs) et fondent en 1871 la centrale hydraulique de la Jonction de Valserine, qui aura des difficultés à percer.
La réussite de son moulin à papier le long de la Rivière St. Croix (Nouvelle-Écosse) est cependant telle qu'il fait construire une somptueuse demeure pour un ami allemand, l'ingénieur des mines Adolph Guzman, espérant qu'il devienne son beau-fils. En 1872, sa fille refuse le mariage et Guzman part à Terre-Neuve, pour établir des propriétés à "Notre Dame Bay", pour le compte d'Ellershausen.
Francis Ellershausen a donné son nom à la ville d'Ellershouse, dans le comté de Hants, où il a construit des maisons pour 32 familles d'immigrés allemands, après le naufrage de leur navire sur les côtes de l'île de Sable.
Au printemps 1874, il part à son tour à Terre-Neuve, à "Betts Cove", et y achète des concessions moyennant une redevance de 8 shillings par tonne de minerai de cuivre extraite, puis il part en Angleterre, fonder la  "Betts Cove Mining Company", avec deux financiers de Glasgow, William Dickson et Walter MacKenzie. À Noël de 1874, une trentaine des immigrés allemand venus Ellershause débarquent à "Betts Cove", pour rejoindre les 70 salariés de Terre-Neuve qui travaillent dans la mine en projet. Elle ouvre au printemps 1875, avec six puits, et dès septembre a exporté 6 000 tonnes de cuivre vers le port gallois de Swansea.